# Ха Дживон
Ха Дживон (кор. 하지원; 28 июня 1978, Сеул, Республика Корея) — южнокорейская актриса

.

## Биография
Первое приглашение на киносъёмки Ха Дживон получила от агентства, когда ещё училась в старшей школе. Позже поступила в университет Данкук в Сеуле, который окончила с дипломом бакалавра по специальности Телевидение. Перед тем, как получить первую роль в кино, Ха Дживон участвовала более чем в 100 прослушиваниях.
Первую роль актриса сыграла в молодёжном сериале «New Generation Report: Adults Don’t Understand Us» в 1996 году. Первой значимой ролью для актрисы стал персонаж трудного подростка в сериале «Школа-2». В 2000 году Ха Дживон дебютирует в жанре триллера, в киноленте «Правда или вызов», получив роль в результате отбора из полутора тысяч кандидаток. За роль в этом фильме актриса победила в номинации лучшая новая актриса на премии Большой колокол и Бусанской кинокритической премии. В 2001 году за роль в фильме «Тоже» Дживон получила награду как лучшая актриса второго плана в премии Голубой дракон.
В 2003 году Ха Дживон сыграла роль детектива Чхэок в исторической драме «Тайна блестящего камня». Кинофильм был признан одним из самых успешных и популярных сериалов первого десятилетия, а актриса была награждена высшей наградой премии телеканала MBC. В следующем году актриса снялась в мелодраме «Воспоминания о Бали», в роли девушки-гида Ли Суджон. Эта роль принесла Дживон победу в номинации лучшая актриса премии Baeksang Arts Awards.
В 2006 году актриса сыграла роль Хван Джин И, поэтессы и кисэн эпохи династии Чосон в одноимённом историческом сериале. В 2009 году Ха Дживон в первый раз стала победителем главной премии Голубого дракона за роль в сериале «Ближе к небесам». В 2012 году Ха Дживон сыграла в спортивном фильме «Как один», где исполнила роль известной корейской теннисистки Хён Джонхва. В том же году актриса опубликовала книгу «At This Moment» в жанре мемуарной литературы. В 2014 году актриса сыграла главную роль в историческом телесериале «Императрица Ки», за которую Ха Дживон получила премию Daesang award. Её называют ещё «Королева тырамы».

## Фильмография

### Телесериалы
| Год       | Название                                            | Канал    | Роль           |
| --------- | --------------------------------------------------- | -------- | -------------- |
| 1996      | «New Generation Report: Adults Don’t Understand Us» | KBS      | Студентка      |
| 1998      | «Слёзы дракона»                                     | KBS      | Na-in          |
| 1999      | «Dangerous Lullaby»                                 | KBS      | Young-eun      |
| 1999      | «Школа-2»                                           | KBS      | Jang Se-jin    |
| 2000      | «Секрет»                                            | MBC      | Ли Дживон      |
| 2001      | «Жизнь как чудо»                                    | KBS      | Ю Хиджон       |
| 2002      | «Солнечные дни»                                     | KBS      | Пак Тхэгён     |
| 2003      | «Тайна блестящего камня»                            | MBC      | Чхэок          |
| 2004      | «Воспоминания о Бали»                               | SBS      | Ли Суджон      |
| 2005      | «Мода 70-х»                                         | SBS      | камео          |
| 2006      | «Хван Джини»                                        | KBS      | Хван Джини     |
| 2010      | «Таинственный сад»                                  | SBS      | Киль Раим      |
| 2012      | «Королевство двух сердец»                           | MBC      | Ким Хана       |
| 2013—2014 | «Императрица Ки»                                    | MBC      | Императрица Ки |
| 2015      | «Время, когда мы не были влюблены»                  | SBS      | О Хана         |
| 2017      | «Плавучий госпиталь»                                | MBC      | Сон Ынджэ      |
| 2019-2020 | «Шоколад»                                           | JTBC     | Мун Чаён       |
| 2021      | «Мир дорам 2»                                       | Lifetime | Пэк Дживон     |
| 2022      | «Выход на бис: деревья умирают стоя»                | KBS2     | Пак Сеён       |

### Фильмы
| Год  | Название                          | Роль            |
| ---- | --------------------------------- | --------------- |
| 2000 | «Правда или вызов»                | Хан Да Хи       |
| 2000 | «Месть с того света»              | Eun-ju          |
| 2000 | «Тоже»                            | Со Хёнджи       |
| 2002 | «Телефон»                         | Со Джи Вон      |
| 2002 | «Се. круглый ноль»                | Ынхё            |
| 2003 | «Изнанка судьбы»                  | Хан Джиюн       |
| 2003 | «Изнанка судьбы»                  | Хан Джиюн       |
| 2004 | «100 дней с Мистером Высокомерие» | Кан Хаён        |
| 2004 | «Любовь так прекрасна»            | Ян Бонхи        |
| 2005 | «Всё для любви»                   | камео           |
| 2005 | «Длинноногий дядюшка»             | Ча Юнми         |
| 2005 | «Дуэлянт»                         | детектив Намсун |
| 2007 | «Чудо на Первой улице»            | Мунрён          |
| 2007 | «Секса круглый ноль 2»            | Ынхё            |
| 2008 | «Дурачок»                         | Чихо            |
| 2008 | «Последний подарок»               | Хе Джон         |
| 2009 | «2012: Цунами»                    | Чанг Ён Хи      |
| 2009 | «Моя любовь со мной»              | Ли Джису        |
| 2011 | «Сектор 7»                        | Ча Хэджун       |
| 2012 | «Как один»                        | Хён Джонхва     |
| 2014 | «Охотницы»                        | Джинук          |
| 2015 | «Будни торговца кровью»           | Хо Окран        |
| 2016 | «Рискуя жизнью ради любви»        | Хан Чеин        |
| 2017 | «Охота на человека»               | Рейн            |
| 2020 | «Залог»                           | Сыни            |

### Телеведущая
| Год       | Название                           | Телеканал    |
| --------- | ---------------------------------- | ------------ |
| 2015      | «Вперёд, сестрёнка!»               | OnStyle      |
| 2002—2003 | «TV Entertainment Tonight»         | SBS          |
| 2018      | «Галилео: Пробуждение Вселенной»   | tvN          |
| 2020      | «Дом на колесах»                   | tvN          |
| 2021      | «Субботним вечером в прямом эфире» | Coupang Play |

## Дискография

### Синглы
- 2014 — Now In This Place
- 2015 — You Are Zoe

### Альбомы
- 2003 — Home Run